# The Sacrifice (film 1909)
The Sacrifice è un cortometraggio muto del 1909 diretto da David W. Griffith. Prodotto e distribuito dall'American Mutoscope & Biograph, il film è tratto da un racconto di O. Henry che, in seguito, venne adattato numerose volte per il grande e piccolo schermo. Il racconto venne pubblicato nel 1903 in The Four Million.

## Trama
Gli Hardluck sono una coppia innamorata ma povera. Per il loro anniversario, vorrebbero scambiarsi un bel regalo, ma non ne hanno i mezzi. Lui ha un bell'orologio che però è senza catena, lei ha dei meravigliosi capelli ma non possiede un pettine. Il marito, per comperarle un pettine, vende l'orologio. Lei, per regalargli la catena dell'orologio, vende la sua folta capigliatura a un parrucchiere. Ora i due si scambiano i regali: lei riceve un bellissimo pettine, ma non ha più capelli da pettinare; lui, adesso, ha una bella e pesante catena, ma nessun orologio.

## Produzione
Il film fu prodotto dall'American Mutoscope & Biograph

## Distribuzione
Il copyright del film, richiesto dalla  , fu registrato il  con il numero.
Distribuito dall'American Mutoscope & Biograph, il film - un cortometraggio di sette minuti - uscì in sala il 14 gennaio 1909 programmato in split reel insieme a un altro cortometraggio di Griffith, A Rural Elopement.
Non si conoscono copie ancora esistenti della pellicola che viene considerata presumibilmente perduta.